# Регойос, Дарио де
Дарио де Регойос-и-Вальдес (исп. Darío de Regoyos y Valdés; 1 ноября 1857[…], Рибадеселья, Астурия — 29 октября 1913[…], Барселона) — испанский художник-импрессионист.

## Биография
Уроженец Рибадесельи, Астурия, сын архитектора. В юности переехал в Мадрид, где  в 1878 году поступил в Королевскую академию изящных искусств Сан-Фернандо, где учился у Карлоса де Аэса. По его совету Регойос год спустя отправился в Брюссель, где прожил десять лет и где продолжил своё обучение в Академии художеств этого города.
Между 1881 и 1893 годами Регойос много путешествовал между Бельгией, Нидерландами и Испанией. В 1882 году он посетил Испанию и Марокко вместе с известным бельгийским художником Тео ван Рейссельберге. Тогда же, 1880-х годах Регойос несколько раз побывал в Париже, где на него произвела большое впечатление живопись французских импрессионистов и их последователей. С некоторыми из них, в том числе с Писсарро, Сёра и Синьяком, Регойос познакомился лично.
В 1893 году художник вернулся в Испанию, а в 1895 году женился, но и в дальнейшем продолжал совершать многочисленные поездки за границу. В те же годы он много работал на пленэре, создавая импрессионистские по стилистике пейзажи в испанских провинциях Бискайя и Гипускоа.
Регойос скончался от рака в Барселоне в 1913 году. При жизни творчество художника неоднозначно воспринималось консервативно настроенными испанскими критиками, однако в дальнейшем было признано важным вкладом в переход к новым формам искусства в Испании.
Сегодня картины Регойоса хранятся в ведущих испанских музеях: музее изящных искусств Бильбао, Национальном музее искусства Каталонии в Барселоне, Музее Абелло в Вальес-Орьентале, Музее Кармен Тиссен в Малаге, музее изящных искусств Астурии (исп.) в Овьедо. В Овьедо, Рибадесельи, Бильбао, Ируне, Асукека-де-Энаресе и Кабесон-де-Писуэрге есть улицы, названные именем художника. В 2008 году в Испании была выпущена почтовая марка номиналом 0,43 евро с его автопортретом.

## Галерея

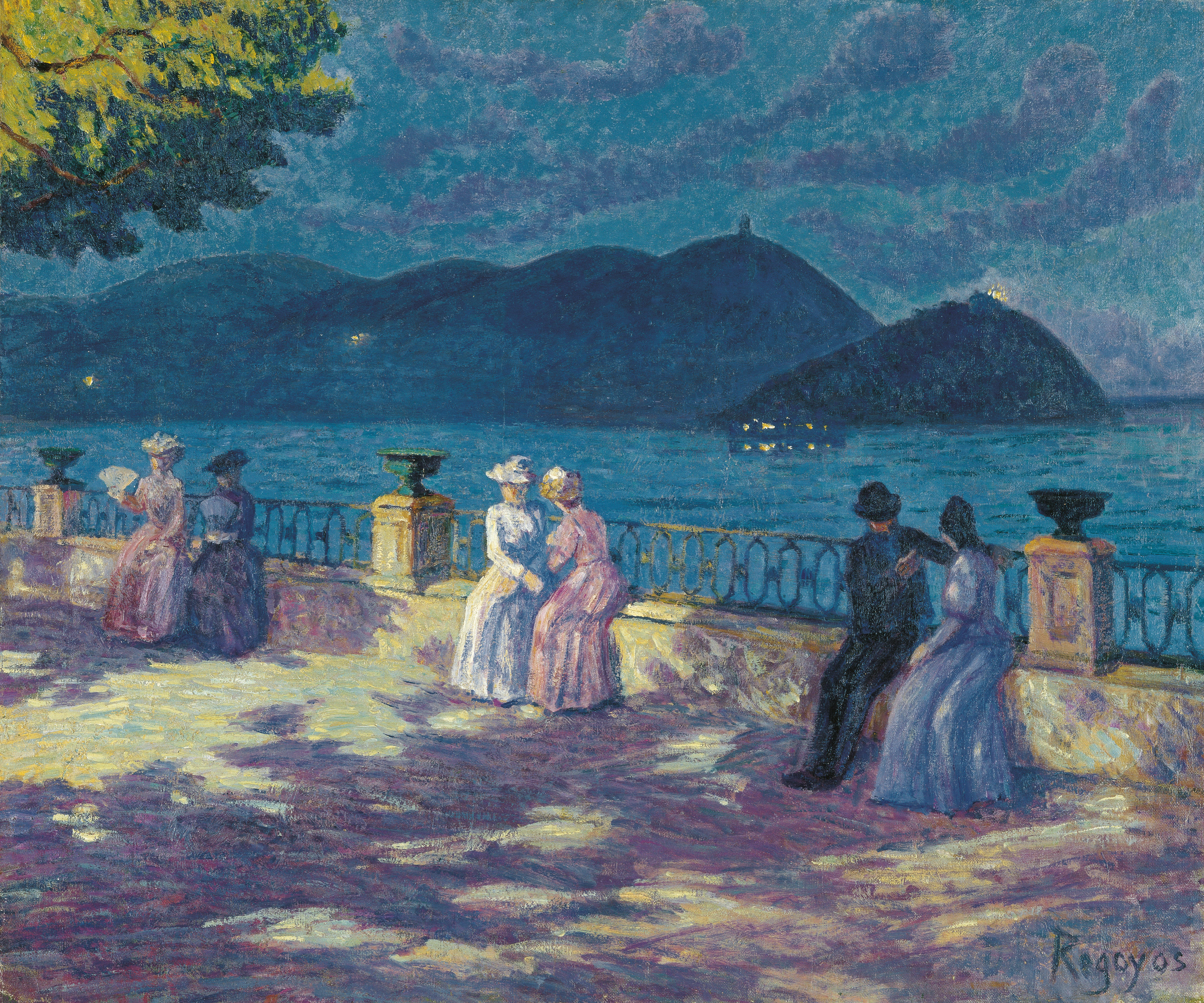
Набережная ночью
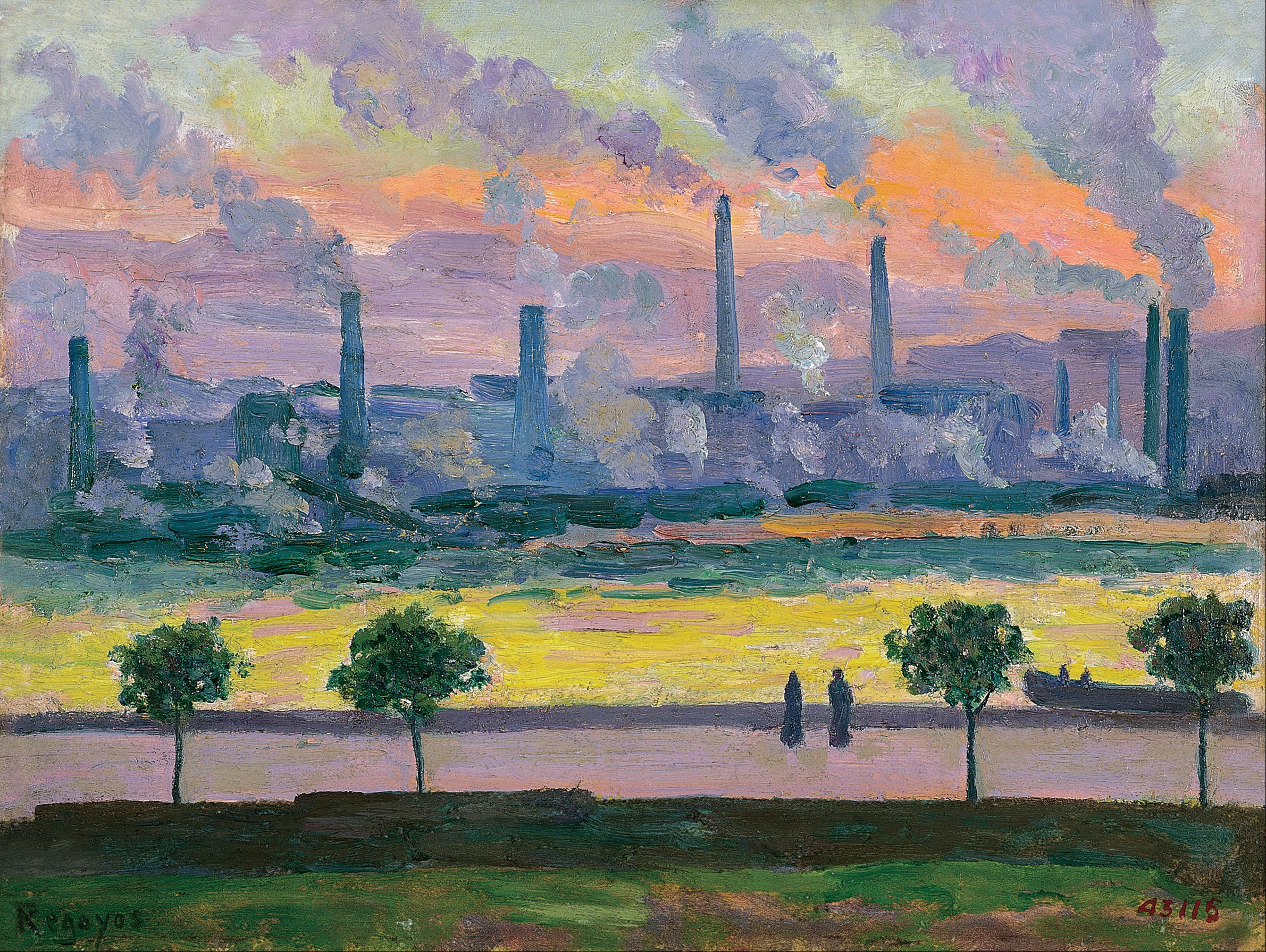
Доменные печи в Бильбао
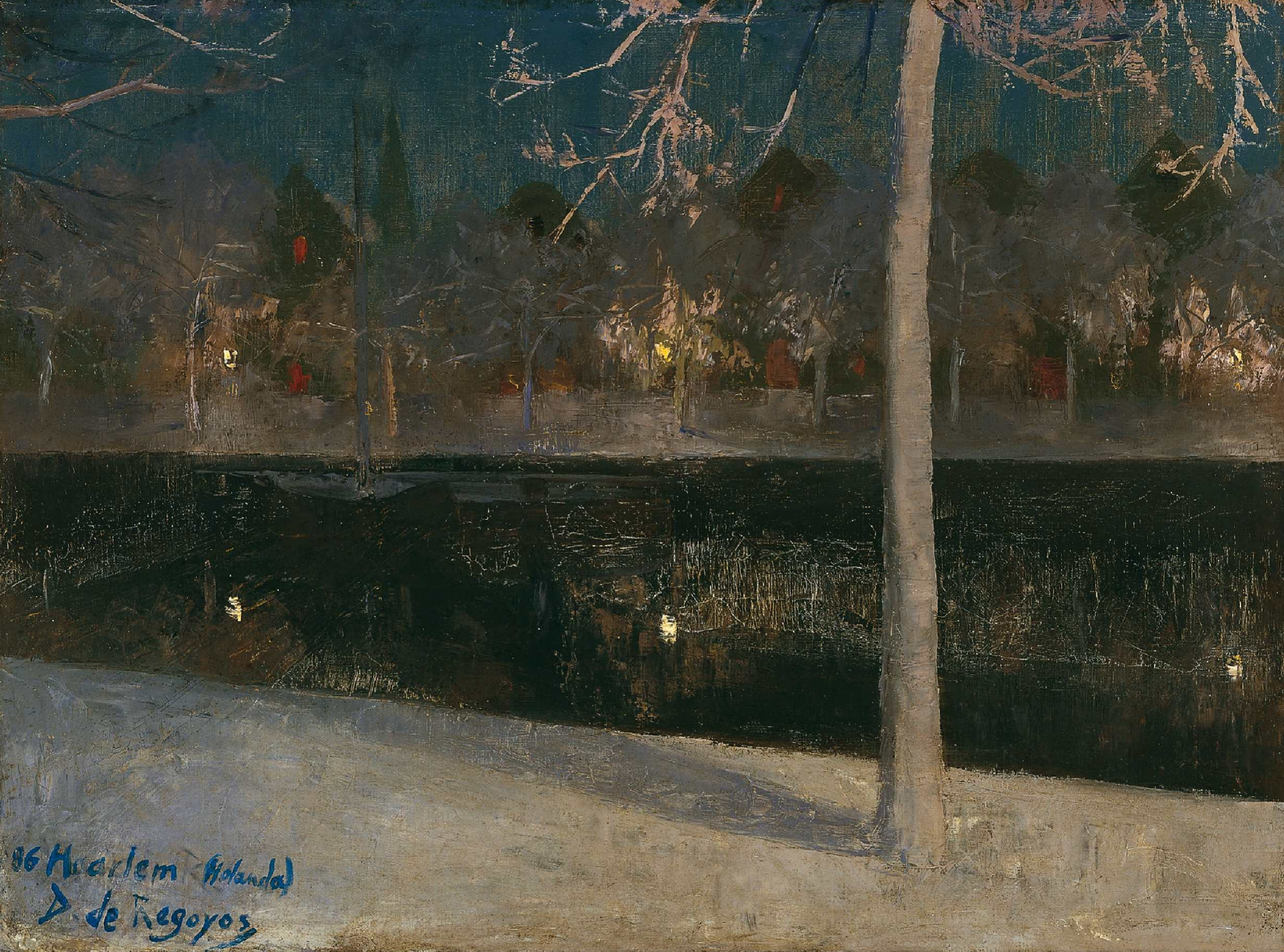
Ночной пейзаж Хаарлема, Нидерланды
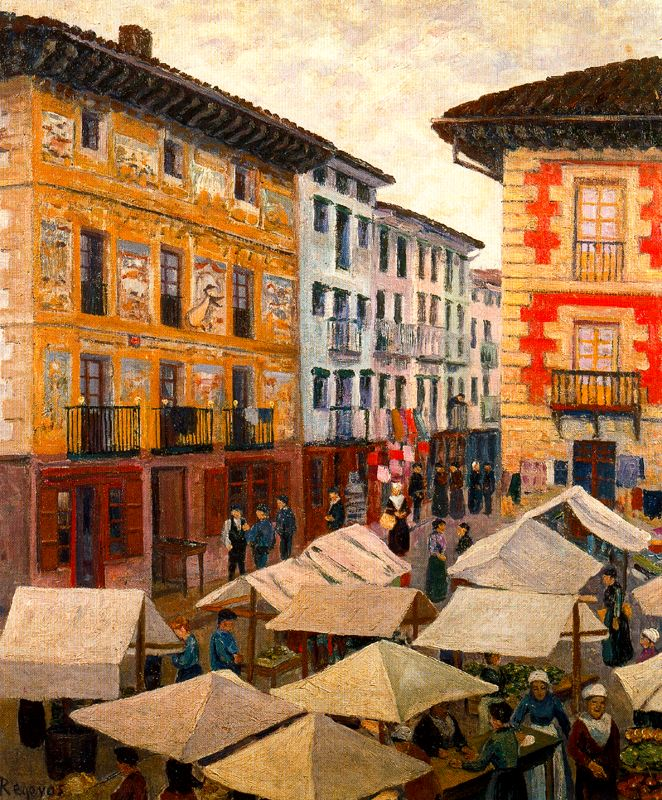
Городской рынок в Вильяфранка-де-Ордисия
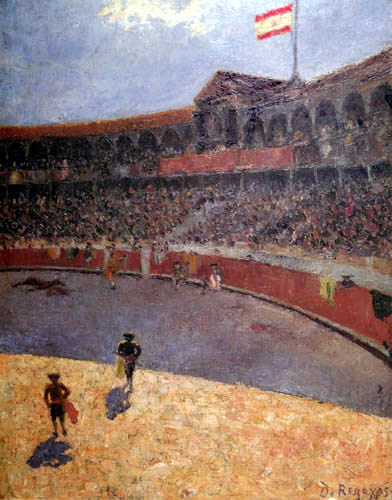
Коррида
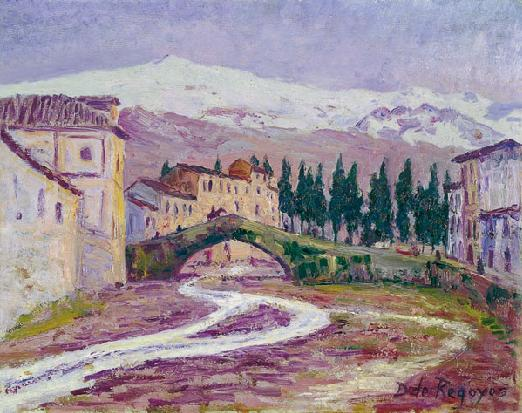
Сьерра-Невада
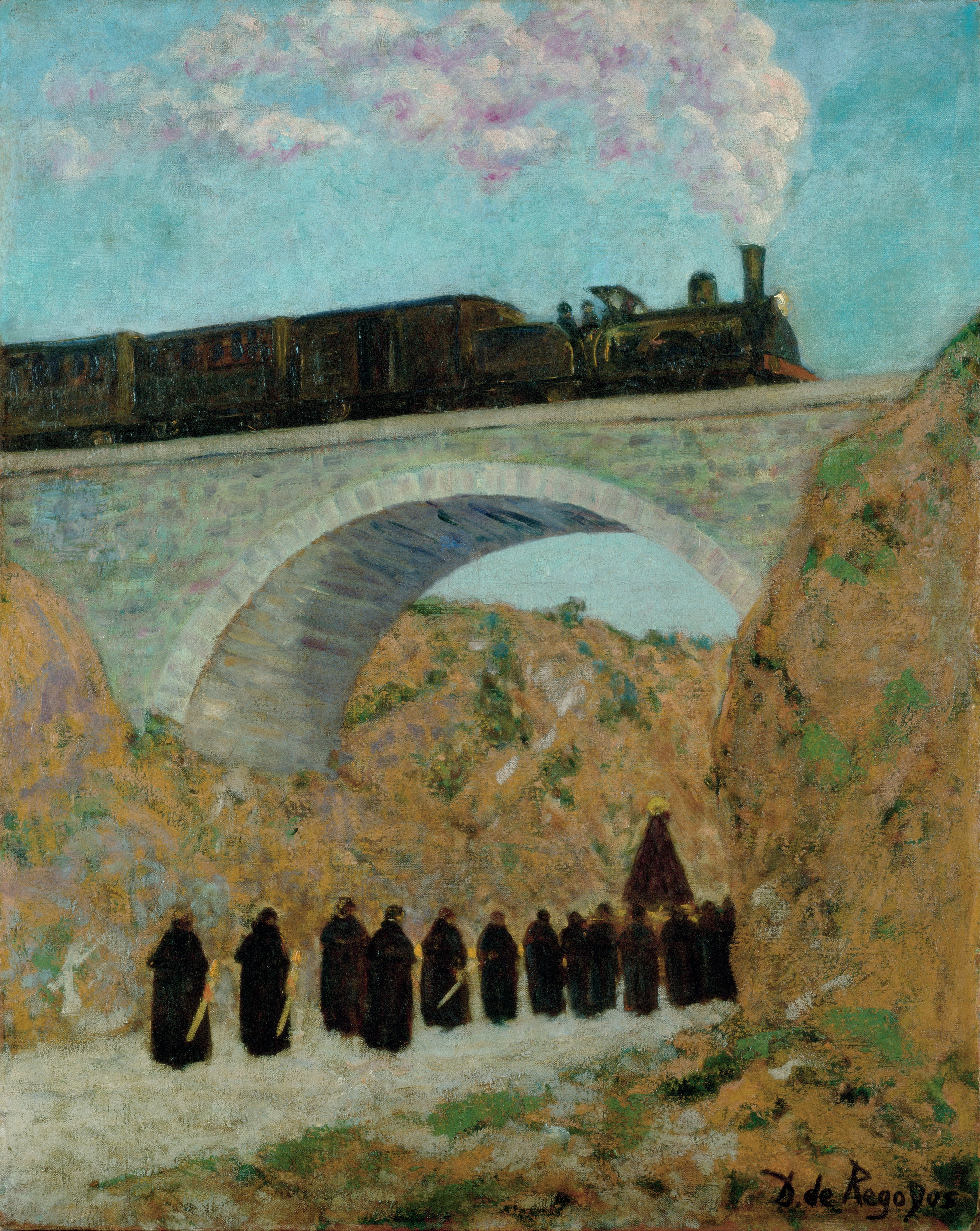
Страстная пятница в Кастилии
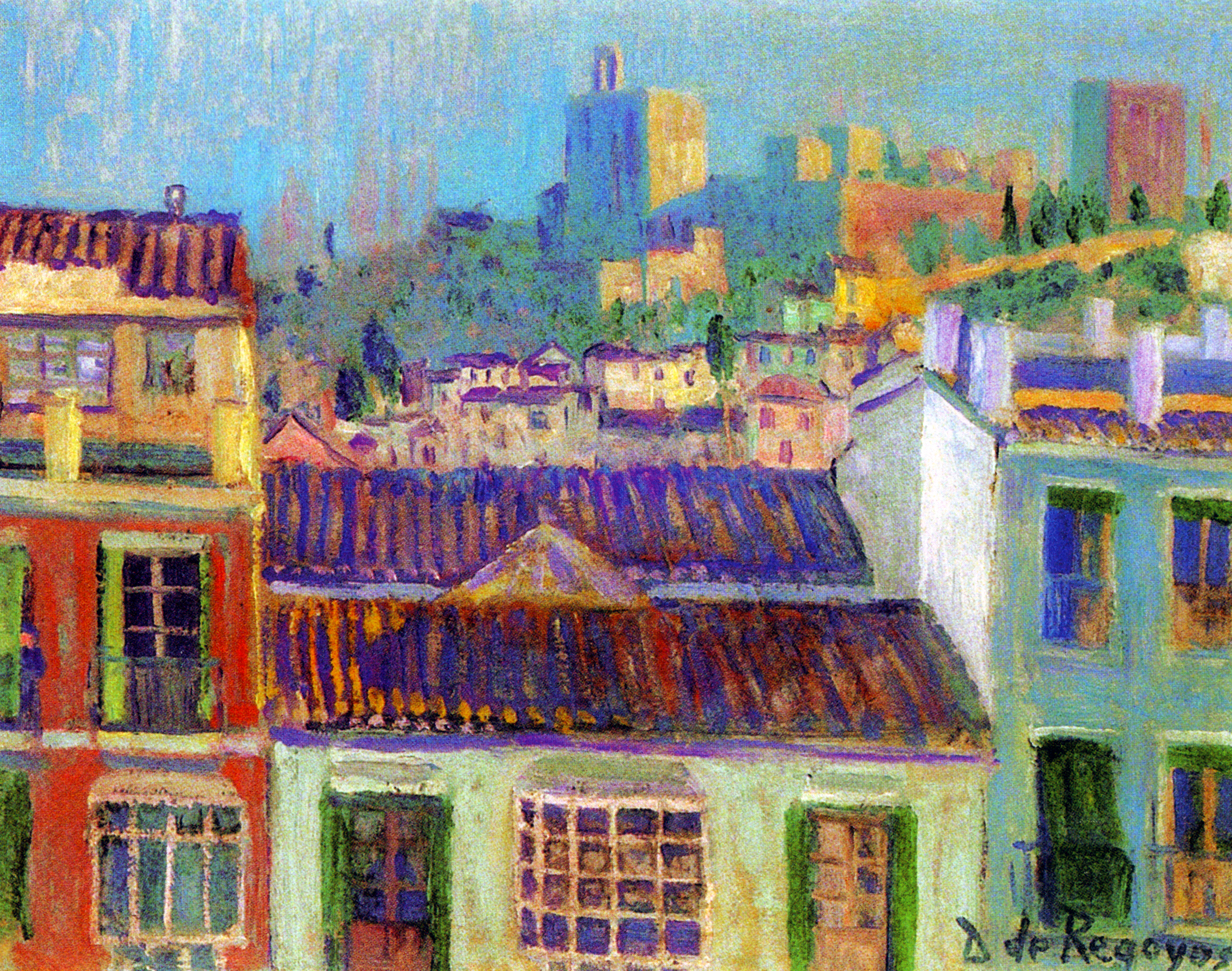
Вид на Альгамбру